# Złota (powiat Pińczowski)
Złota is een dorp in het Poolse woiwodschap Święty Krzyż, in het district Pińczowski. De plaats maakt deel uit van de gemeente Złota en telt ca. 960 inwoners.